# Колибабовце
Колибабовце (слч. Kolibabovce) насељено је мјесто са административним статусом сеоске општине (слч. obec) у округу Собранце, у Кошичком крају, Словачка Република.

## Становништво
| Година:    | 1994. | 2004.    | 2014.   | 2024.   |
| ---------- | ----- | -------- | ------- | ------- |
| Број људи: | 165   | 189      | 193     | 199     |
| Разлика:   |       | +14,54 % | +2,11 % | +3,10 % |

| Година:    | 2023. | 2024.   |
| ---------- | ----- | ------- |
| Број људи: | 201   | 199     |
| Разлика:   |       | -0,99 % |

Према подацима о броју становника из 2024. године насеље је имало 199 становника.